# Gods Eater Burst
Gods Eater Burst, connu au Japon sous le nom de God Eater Burst (ゴッドイーターバースト, Goddo Ītā Bāsuto), est un jeu vidéo d'action-RPG, sorti en 2011 pour la PlayStation Portable, développé et édité par Bandai Namco Games au Japon et publié par D3 Publisher en Amérique du Nord. Le jeu est une version améliorée de God Eater (ゴッドイーター, Goddo Ītā), sorti exclusivement au Japon le 4 février 2010. La version améliorée, présentant une histoire élargie et de nouveaux mécanismes de jeu, est sortie au Japon le 28 octobre 2010, en Amérique du Nord le 15 mars 2011, et en Europe le 18 mars 2011. Le générique d'ouverture est Over the Clouds et celui de fin "My Life", qui sont tous les deux chantés par Alan. Une suite, God Eater 2, est sortie au Japon en novembre 2013. Une série animée basée sur le jeu, intitulée God Eater, est produite par Ufotable en 2015.
Un remake du jeu God Eater Burst, intitulé God Eater Resurrection est sorti sur PlayStation Vita et PlayStation 4 le 29 octobre 2015 puis réédité sur PC le 29 août 2016 avec sa suite God Eater 2: Rage Burst.

## Système de jeu
Le joueur joue un jeune combattant, auparavant sans-emploi qui a décidé d'aller au devant de puissantes créatures appelées "Aragami" ; les guerriers qui font face à ces bêtes sont appelés "God Eaters." Le mode solo basé sur différentes missions se compose de plus de 100 missions, avec un jeu coopératif jusqu'à trois coéquipiers grâce au multijoueur ad hoc sans fil local ou bien avec des coéquipiers contrôlés par l'IA. Le jeu propose la création d'un personnage permettant une personnalisation du style de cheveux, de la couleur des cheveux, du visage, de la peau, des vêtements, de la voix et des armes utilisées avec des matériaux spéciaux. L'équipement est divisé en cinq groupes : lame, arme à feu, Bouclier, unité de contrôle et améliorations. Les armes peuvent être changées en mode combat rapproché, à distance et bouclier en mission. En plus de l'histoire principale relatée dans le God Eater original, Gods Eater Burst dispose d'un scénario ajouté ne figurant pas dans la version originale japonaise.
Avec le second arc de l'histoire, Gods Eater Burst ajoute deux nouvelles fonctionnalités de gameplay: la personnalisation des balles et le mode Burst. En dévorant un Aragami qui est encore en vie, les God Eaters entrent temporairement dans un état appelé "Mode Burst", dans lequel la régénération de leur vitesse, leur force et leur énergie augmentent. Dans cet état, l'unité de contrôle équipée pour le God Arc confère au God Eater des effets de statut utiles qui varient selon l'unité de contrôle équipée. En outre, les nouveaux modèles de God Eater sont en mesure de mettre des coéquipiers dans un Mode Burst artificiel appelé "Linked Burst" en tirant des balles spéciales sur leurs coéquipiers. Ces balles sont acquises chaque fois qu'un nouveau modèle de God Eater dévore un Aragami vivant, les effets et la durée du Linked Burst pouvant s'additionner jusqu’à trois fois en étant touché par plusieurs balles à la suite.

## Synopsis

### Cadre
Le jeu prend place au Japon dans l'année 2071 où le monde a été en grande partie détruit par des monstres mystérieux connus sous le nom de Aragami. Une organisation appelée Fenrir a été créée pour exterminer les Aragami en utilisant des armes appelées God Arcs qui sont faites à partir des cellules d'un Aragami. Ceux qui se spécialisent dans l'extermination d'Aragami sont connus comme les God Eaters. Initialement les God Eaters possédaient un modèle unique avec lequel leur God Arcs ne pouvait seulement prendre la forme que d'une arme à feu ou la forme d'une lame, mais un nouveau modèle a été découvert qui peut basculer entre les armes à feu et la lame. Depuis lors, on les appelle les nouveaux modèles et les précédents les anciens modèles.

### Histoire
L'histoire tourne autour du personnage principal (nommé et personnalisé par le joueur) alors qu'il rejoint la Direction générale de Fenrir Extrême-Orient aux côtés de Kota après avoir découvert qu'il est un nouveau modèle de God Eater. Peu de temps après les avoir rejoint il est affecté sous les ordres de Lindow, leader de la première unité, dans laquelle il leur conseille de ne pas mourir et de fuir en cas de besoin. Il finit par rencontrer plusieurs membres de la première unité; Sakuya et Soma avec leur instructeur, Tsubaki. Un peu plus tard, il rencontre aussi les membres de la Direction générale de Fenrir Extrême-Orient; Canon, Tatsumi, Gina, Karel, Shun, etc. Quand un deuxième modèle de nouveau God Eater nommée Alisa rejoint la première unité sur une mission, un groupe de Prithvi Mata (un Aragami) les prend par surprise ce qui provoque pour Alisa un trouble après avoir vécu un épisode psychologique puis elle piège accidentellement Lindow. Le reste de la première unité a été en mesure de s'échapper; toutefois, Lindow doit être abandonné. Après leur retour à la base, Alisa est immédiatement traitée pour ses épisodes et est temporairement retirée de ses fonctions. Il a ensuite été révélé qu'ils sont dus à son traumatisme d'enfance d'avoir regardé ses parents se faire manger par un Aragami et le fait qu'elle a été hypnotisée par son thérapeute.
Le héros, après avoir enseigné à Alisa la bonne façon de combattre à nouveau, est en mesure de l'aider à éliminer son traumatisme et elle retourne à nouveau sur les lignes de front. Pendant ce temps, Sakuya, après le deuil de Lindow toujours manquant, trouve un message secret de lui mais il est inaccessible sans le brassard de Lindow. Le héros est ensuite promu comme le nouveau leader de la première unité, dans laquelle le chef de la Direction de Fenrir Extrême-Orient, Johannes, tente de l'utiliser dans des missions top secrètes dans le but de trouver l'entité connue sous le nom de la singularité. Dr Paylor Sakaki trompe le directeur sur la recherche de la singularité en Europe après lui avoir dit qu'un Aragami mystérieux est apparu la-bas. Sakaki a été laissé responsable de la Direction de l'Extrême-Orient Fenrir pendant un certain temps jusqu'à ce que le directeur revienne. Peu de temps après, Sakaki envoie le héros avec les autres membres de la première unité à une mission secrète qui conduit finalement à la découverte d'un être humain-Aragami nommé Shio. Alors qu'ils apprennent d'elle et gardent le secret de Shio envers le directeur, la première unité est envoyée pour une mission de recherche après que le brassard de Lindow stoppe d’émettre des signaux actifs. Enfin, la première unité trouve son brassard et Sakuya est capable d'accéder au message secret de Lindow. Sakuya découvre alors que Lindow était secrètement en train d'enquêter sur le projet secret de Johannes connu sous le nom de projet Ark.

### Personnages
- Le joueur (プレイヤー, Pureiyā)?) est une nouvelle recrue de la branche d'Extrême-Orient qui est affecté en tant que membre de la première unité de God Eaters. Le joueur est également le premier Nouveau modèle de God Eater à se joindre à la Direction générale de l'Extrême-Orient. Dans divers médias, le nom par défaut du joueur masculin se révèle être Yuu Kannagi (神薙 ユウ, Kannagi Yū?), tandis que dans l'adaptation anime, il est nommé en tant que Lenka Utsugi (空木レンカ, Utsugi Renka?). Sa voix est celle de Ryuuichi Kijima.

- Lindow Amamiya (雨宮リンドウ, Amamiya Rindö?) est le leader de la première unité et possède le taux de survie le plus élevé (90 %). Son God Arc est un Vieux-modèle épée longue. Sa voix est celle de Hiroaki Hirata en japonais.
- Soma Schicksal (ソーマ・シックザール, Sōma Shikkuzāru?) est un membre de la première unité qui évite d'interagir avec les autres, mais a un taux de survie élevé, le même que Lindow. Il est également très fort et étrangement peut régénérer ses blessures plus rapidement que tout autre être humain. Son God Arc est un Vieux-modèle de Buster Blade. Sa voix est celle de Kazuya Nakai en japonais.
- Sakuya Tachibana (橘サクヤ, Tachibana Sakuya?) est la sous-chef de la première unité. Elle est un tireur de haut-rang et son God Arc est un sniper (ancien modèle; longue portée)Sa voix est celle de Sayaka Ohara en japonais.
- Kota Fujiki (藤木コウタ, Fujiki Kota?) est un membre de la première unité qui rejoint les God Eaters en même temps que le joueur. Son God Arc est un assaut (ancien type, longue portée). Sa voix est faite par Daisuke Sakaguchi en japonais.
- Alisa Illinichina Amiella (アリサ・イリーニチナ・アミエーラ, Arisa Irīnichina Amiēra?) est la recrue de la branche Russe qui a des traumatismes psychiques d'Aragami. Son God arc est une épée longue d'assaut (Nouveau modèle). Comme le joueur, Alisa est aussi un nouveau modèle. Sa voix est celle de Māya Sakamoto en japonais.
- Tsubaki Amamiya (雨宮ツバキ, Amamiya Tsubaki?) est la sœur de Lindow qui agit aussi comme un superviseur de la première, seconde et troisième unité. Sa voix est celle de Atsuko Tanaka en japonais.
- Johannes von Schicksal (ヨハネス・フォン・シックザール?) est le chef de la branche d'Extrême-Orient de Fenrir Anagura. Avec son attitude douce, il excelle dans la négociation politique entre les différentes branches. Il est aussi le père de Soma. Sa voix est celle de Rikiya Koyama en japonais.

- Hibari Takeda (竹田 ヒバリ, Takeda Hibari?) est une opératrice de la Direction Extrême-Orient, principalement chargée de la prise de commandes pour des missions et des récompenses. En dépit d'être sur la liste des correspondances possibles pour God Eaters, elle n'a pas encore trouvé un facteur bias avec un taux de compatibilité assez élevé. Sa voix est celle de Kanae Ito en japonais.

- Paylor Sakaki (ペイラー・榊?) est un membre fondateur de Fenrir et superviseur en chef actuel du département Technologie. Il est celui qui a découvert le facteur Bias. Sa voix est celle de Taiten Kusunoki en japonais.

- Aisha Gauche (アイーシャ・ゴーシュ?) est un membre fondateur de Fenrir et chef de Aragamis Research Lab ainsi que l'épouse décédée de Johannes von Schicksal, et la mère de Soma
- Rikka Kusonoki (楠 リッカ, Kusonoki Rikka?) une mécanicienne de l'équipe de maintenance de God Arc. Sa voix est celle de  Chiaki Omigawa en japonais.
- Tatsumi Oomori (大森 タツミ, Oomori Tatsumi?) un membre de la 2e unité et le chef de l'Unité de Défense. Lorsqu'il n'est pas en service, il est souvent vu frappant Hibari à son comptoir. Son God Arc est une lame courte (vieux-modèle). Sa voix est celle de Takeshi Mori en japonais.

## Développement
Le jeu a été réalisé par Hiro Yoshimura, produit par Yosuke Tomizawa. Le design des personnages a été fourni par Koichi Itakura et Sokabe Shuji.
God Eater a été initialement annoncé le 9 juillet 2009 par Namco Bandai Games. Peu de temps après la sortie japonaise du jeu une sortie nord-américaine a été annoncée par une filiale de Bandai Namco Holdings, D3 Publisher, pour le 3e trimestre 2010. Cependant, D3 a annoncé qu'il serait retardé pour un certain temps en 2011.
Namco Bandai a teasé un nouveau projet God Eater avec un événement connu sous le nom God Eater Fes 2010, qui devait avoir lieu à Akiba Square le 11 juillet 2010. Toutefois, cinq jours avant l'événement, Famitsu a révélé God Eater Burst, une version évoluée du God Eater original. Le jeu a été confirmé avec du contenu supplémentaire, une nouvelle histoire, des personnages, des ennemis avec un gameplay rééquilibré, dépoussiéré et de meilleurs graphiques.
Le 12 janvier 2011, il a été révélé que le titre occidental serait changé pour Gods Eater Burst, avec le mot God au pluriel.
Une suite au jeu, intitulé God Eater 2, prenant place deux ans après le premier jeu, est présenté le 21 juillet 2012 lors de la convention de jeux annuel Tokyo Game Show. Il est sorti le 14 novembre 2013.

## Adaptations

### Light novel
Plusieurs adaptations en light novels de la série sont sorties. La première série de romans a été écrite par Yuurikin, illustrée par Sokabe Shuji et publiée par Enterbrain. Les chapitres ont été compilés en un seul volume sorti le 30 juin 2010 sous le titre God Eater: Kinki o yaburu mono (ゴッドイーター 禁忌を破る者, God Eater: Those Who Break the Taboo). La seconde est constituée de deux volumes : God Eater: Alisa in Underworld (God Eater ～アリサ・イン・アンダーワールド～) et God Eater: Knockin 'On Heaven'sDoor (GOD EATER ～ノッキン・オン・ヘブンズドア～). Ils ont été écrits par Ryuzaki Tsukasa, illustrés par Sokabe Shuji, et publiés par Kadokawa Shoten. Les romans sont sortis le 18 septembre 2010 et le 18 décembre 2010, respectivement,.
Le jeu a également connu plusieurs adaptations en manga écrites par Bandai. Le premier, intitulé God Eater: Kyūseishu pas Kikan (GOD EATER -救世主の帰還-, God Eater -Return of the Messaiah), a été illustré par Osan Eijii, publié par Kōdansha, et dans le magazine Rival Comics. Au 28 décembre 2011, la série était compilée en cinq volumes. Le deuxième, intitulé God Eater: the Spiral Fate, a été illustré par Saito Rokuro, publié par Dengeki Comics. En date du 27 novembre 2010, le manga a été compilé en deux volumes. Un troisième manga intitulé God Eater: The Summer Wars a été illustré par Okiura et publié par Kadokawa Shoten. La série a été compilée en un seul volume, le 7 mai 2012.

### Anime
Un OVA préquelle de douze minutes a été fait par ufotable et diffusé le 28 septembre 2009. En septembre 2014, un anime de télévision produit par Ufotable, a été annoncé. La série God Eater est dirigée par Takayuki Hirao avec des designs de personnages par Keita Shimizu. L'anime a commencé sa diffusion le 12 juillet 2015, après que le premier épisode ait été retardé d'une semaine en raison de problèmes de production.

### Bande son
La bande son GOD EATER BURST ドラマ&オリジナル・サウンドトラック a été publiée sur un seul disque le 22 décembre 2010. Elle a été composée par Go Shiina et contient le thème du jeu Over the Clouds.

### Autres
Un jeu de cartes à collectionner est sorti sous le nom de [God Eater Burst] en septembre 2011. Deux decks de 50 cartes sont sortis qui comprenaient des dés spéciaux, une feuille de référence, et un tapis de jeu. Un ensemble de neuf miniatures mettant en vedette l'Aragami est sorti au Japon. Un jeu de téléphone spin-off intitulé God Eater mobile a été développé par Mobage et sorti le 16 décembre 2010 au Japon pour le i-Mode, EZWeb, et Yahoo! Keitai distribution service. Similaire au jeu PSP original, il dispose de personnalisation des personnages, achat d'objets et la chasse d'Aragami.

## Réception
Le jeu a reçu des critiques mitigées avec un score de 71 % sur Metacritic et 74 % sur GameRankings. Le jeu a un bon score dans le magazine japonais Famitsu, qui a donné un score total de 34 sur 40 (9/9/8/8). Le God Eater original a vendu 295 000 exemplaires la première semaine de sa sortie japonaise, et en mars 2011 God Eater avait vendu plus de 610 000 exemplaires au Japon,,. God Eater Burst s'est vendu 263 150 copies dans la première semaine de sa sortie au Japon.
Le remake de 2015, God Eater Resurrection, a vendu un total de167 857 copies à travers les deux plateformes PlayStation Vita et PlayStation 4 lors de sa première semaine de sortie au Japon ; la majorité des exemplaires vendus impliquent la version Vita, qui a pris la première place dans les charts de ventes de logiciels japonais pour cette semaine particulière.